# Eugen Pauliny
Eugen Pauliny (13. prosince 1912, Zvolen – 19. května 1983, Bratislava) byl slovenský jazykovědec. Specializoval se na historii a dialektologii slovenského jazyka. Byl jednou z vedoucích osobností slovenské lingvistiky po druhé světové válce.
V roce 1938 získal titul PhDr. a roku 1943 se stal docentem. Od roku 1945 byl rovněž profesorem. V roce 1968 byl jmenován doktorem věd.

## Publikace
- Štruktúra slovenského slovesa (1943)
- Krátka gramatika slovenská (1960, 1980)
- Fonologický vývin slovenčiny (SAV, Bratislava 1963)
- Dejiny spisovnej slovenčiny I. Od začiatkov až po Ľudovíta Štúra (Bratislava 1971)
- Dejiny spisovnej slovenčiny od začiatkov po súčasnosť (Veda, Bratislava 1983)
- Vývin slovenskej deklinácie (1990)